# Hueso occipital
El hueso occipital es un hueso impar, central, plano y simétrico del cráneo que constituye la parte posterior, inferior y media del cráneo de mamíferos. Colabora en la formación tanto de la base como de la bóveda craneal. Es cóncavo hacia arriba y adelante y convexo hacia abajo y atrás. Tiene una forma irregularmente romboidal. En él se pueden distinguir una cara pósteroinferior (exocraneal) y una ánterosuperior (endocraneal).  En anatomía comparada de vertebrados, el hueso occipital toma también el nombre de complejo occipital, al ser producto de la fusión de cuatro huesos distintivos presentes en otros vertebrados: el supraoccipital, impar y dorsal (porción tabular), los exoccipitales, pares, laterales al foramen magno (porciones condilares), y el basioccipital, impar y ventral (porción basilar).

## Desarrollo

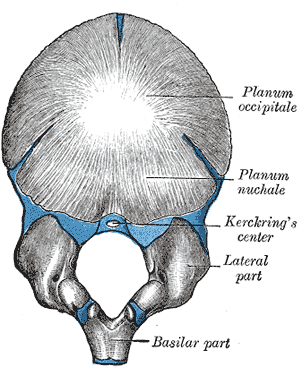
Las cuatro partes del hueso occipital al nacimiento.

Embriológicamente está formado por cuatro partes: una porción tabular posterior (o supraoccipital), dos porciones condilares (o exoccipitales) a los costados del foramen magno y una porción basilar anterior (o basioccipital). En el ser humano estas cuatro porciones se encuentran separadas en el nacimiento y se unen alrededor de los seis años de edad. Los exoccipitales contienen los cóndilos y en algunos mamíferos también forman unos procesos laterales llamados procesos paraoccipitales donde se inserta el músculo digástrico.

## Caras
- Cara pósteroinferior o exocraneal:

En su extremidad inferior se encuentra el agujero occipital, el cual en estado fresco da paso al bulbo y sus cubiertas, a los dos nervios espinales, a las raíces ascendentes del hipogloso y a las dos arterias vertebrales. 
Por delante del agujero occipital se encuentra la superficie basilar del occipital, la cual presenta en la línea media y el punto de unión de los dos quintos posteriores con los tres quintos anteriores una eminencia denominada tubérculo faríngeo donde se inserta la aponeurosis de la faringe. La porción de la superficie basilar ubicada por delante de este tubérculo se corresponde con la bóveda de la faringe, en la cual se suele observar la fosita navicular. 
Por detrás del agujero occipital se extiende la porción escamosa o concha del occipital. En su centro se encuentra la protuberancia occipital externa. Por encima de este accidente, el hueso es liso y se corresponde con los tegumentos. Por debajo de la protuberancia se encuentra la cresta occipital externa que llega hasta el agujero occipital. De cada lado de esta cresta surgen dos líneas curvas de concavidad anterior que parten de la línea media a la cara anterior del hueso: línea curva occipital superior y línea curva occipital inferior. 
A cada lado del Foramen magnum se encuentran los cóndilos del occipital que articulan con las cavidades glenoideas del atlas.
La cara externa del cóndilo está separada del borde del hueso por una superficie rugosa denominada superficie yugular. Por delante y detrás del cóndilo se encuentran las fositas condiloidea anterior (con el agujero condileo anterior) y posterior respectivamente.
- Cara ánterosuperior o endocraneal:

Esta cara está en relación con la masa encefálica. 
Por delante del agujero occipital se encuentra el canal basilar, que aloja la protuberancia anular y una parte del bulbo raquídeo. 

Por detrás del agujero occipital nos encontramos con cuatro fosas occipitales, siendo las dos inferiores fosas cerebelosas (por su relación con el cerebelo) y las dos superiores fosas cerebrales. Estas fosas se encuentran separadas claramente por canales y crestas que confluyen en la parte media en la protuberancia occipital interna. 
Las dos fosas cerebelosas están separadas entre sí por la cresta occipital interna, que parte desde la protuberancia occipital interna al agujero occipital.
Las dos fosas cerebrales están separadas entre sí por la terminación del canal longitudinal superior. 
Las fosas cerebrales están separadas de las cerebelosas por la presencia de los canales para el seno lateral.

## Imágenes adicionales
|                                                  |
| Animación mostrando el hueso occipital en verde. |

|                      |
| Superficie exterior. |

|                                                                      |
| Superficie interior. (Se han quitado los huesos frontal y parietal). |

| |
| Vista lateral de un hemicráneo. En la parte póstero-inferior se puede identificar el hueso occipital articulado con el temporal y el parietal. |

|                                                                     |
| Superficie exterior. (Vista inferior desde el exterior del cráneo). |

|                      |
| Superficie interior. |